# Groupe de NGC 7507
Le groupe de NGC 7507 est un trio de galaxies situé dans les constellations du Sculpteur et du Poisson austral. La distance moyenne entre ce groupe et la Voie lactée est d'environ 18,9 Mpc (∼61,6 millions d'al). 

## Membres
Le tableau ci-dessous liste les trois galaxies du groupe indiquées sur le site de Richard Powell.
| Nom                | Constellation   | Class.         | Type                        | α (J2000.0)      | δ (J2000.0)      | Vitesse radiale (km/s) | m     | Distance (Mpc) | Dimension (kal) |
| ------------------ | --------------- | -------------- | --------------------------- | ---------------- | ---------------- | ---------------------- | ----- | -------------- | --------------- |
| NGC 7507           | Sculpteur       | E0             | Elliptique                  | 23h 12m 07.5768s | -28° 32′ 22.344″ | 1546 ± 12              | 10,4  | 18,35 ± 1,35   | 93              |
| NGC 7513           | Sculpteur       | (R')SB(s)b pec | Spirale barrée particulière | 23h 13m 14.0808s | -28° 21′ 27.150″ | 1564 ± 4               | 10,6  | 18,60 ± 1,34   | 96              |
| NGC 5804ESO 469-15 | Poisson austral | Sb?            | Spirale                     | 23h 08m 55.6609s | -30° 51′ 30.154″ | 1636 ± 6               | 13,34 | 19,81 ± 1,43   | 89              |

Le site DeepskyLog permet de trouver aisément les constellations des galaxies mentionnées dans ce tableau ou si elles ne s'y trouvent pas, l'outil du site constellation permet de le faire à l'aide des coordonnées de la galaxie. Sauf indication contraire, les données proviennent de la base de données NASA/IPAC.